# Matisia alchornifolia
Matisia alchornifolia är en malvaväxtart som beskrevs av Jules Émile Planchon och Triana. Matisia alchornifolia ingår i släktet Matisia och familjen malvaväxter. Inga underarter finns listade i Catalogue of Life.